# Brunello Rondi
Brunello Rondi (* 26. November 1924 in Tirano, Provinz Sondrio, Lombardei; † 7. November 1989 in Rom) war ein italienischer Drehbuchautor und Filmregisseur, der insbesondere durch seine Arbeiten für Roberto Rossellini sowie Federico Fellini bekannt wurde und unter anderem zwei Mal für einen Oscar nominiert war.

## Leben
Rondi begann seine Laufbahn in der Filmwirtschaft als Drehbuchautor bei dem Film Ultimo Amore (1947), einem von Luigi Chiarini inszenierten Filmdrama mit Clara Calamai, Andrea Checchi und Carlo Ninchi. Seine frühen Erfolge feierte er allerdings insbesondere als Autor von Theaterstücken. Er verfasste bis 1988 die Drehbücher und Vorlagen für dreißig Filme und war teilweise an diesen Produktionen auch als Regieassistent und Artdirector beteiligt.
1961 war er zusammen mit Federico Fellini, Ennio Flaiano, Tullio Pinelli für das von der Berufsvereinigung der italienischen Filmjournalisten SNGCI (Sindacato Nazionale Giornalisti Cinematografici Italiani) vergebenen Filmpreis Nastro d’Argento nominiert, und zwar in der Kategorie „Bestes Drehbuch“ für Das süße Leben (La dolce vita, 1960) von Federico Fellini mit Marcello Mastroianni, Anouk Aimée, Yvonne Furneaux, Anita Ekberg und Alain Cuny. Für diesen Film waren er, Fellini, Flaiano und Pinelli bei der Oscarverleihung 1962 auch für den Oscar für das beste Originaldrehbuch nominiert.
Zu Beginn der 1960er Jahre begann Rondi auch seine Arbeit als Filmregisseur, zunächst als Co-Regisseur der Pasolini-Verfilmung Una vita violenta (1962), die an den italienischen Neorealismus erinnert, dem auch spätere Filme Rondis wie etwa Ingrid sulla strada (1973) nahestehen. Auf den Internationalen Filmfestspielen von Venedig erhielt er 1963 für den Horrorfilm Il demonio (1963) mit Daliah Lavi, Frank Wolff und Anna María Aveta eine Nominierung für das beste Erstlingswerk. Im Folgenden wurde der Film vor dem Kinostart in Italien stark zensiert, wie zahlreiche spätere Regiearbeiten Rondis. 1964 erhielt er gemeinsam mit Federico Fellini, Ennio Flaiano, Tullio Pinelli das Nastro d’Argento für das beste Drehbuch für den unter der Regie von Fellini entstandenen Film Achteinhalb (8½ bzw. Otto e mezzo, 1963), in dem neben Marcello Mastroianni Claudia Cardinale und Anouk Aimée mitwirkten. Hierfür waren Fellini, Flaiano, Pinelli und Rondi 1964 auch erneut für den Oscar für das beste Originaldrehbuch nominiert.
Nach einigen kommerziellen Misserfolgen war er mit Beginn der 1970er Jahre zunehmend darauf angewiesen, mit Elementen des Genrekinos zu arbeiten, um die Finanzierung seiner Filme zu gewährleisten. Dennoch kann dieser Einschnitt als künstlerisch befruchtend angesehen werden, da in Rondis Stoffen und ihren anthropologischen Betrachtungen Sexualität schon immer ein bedeutender Aspekt gewesen war, ebenso wie soziale Hierarchien, Philosophie, Esoterik und neurotische Selbstwahrnehmungen. Als Regisseur inszenierte er bis 1982 insgesamt dreizehn Filme, die allerdings insbesondere gegen Ende seiner Karriere von der italienischen Filmkritik aufgrund ihrer äußeren Nähe zum Exploitationfilm überwiegend negativ beurteilt wurden. Später wurde Rondi in seinem Heimatland von einer Generation jüngerer Filmhistoriker wiederentdeckt und mit vereinzelten Retrospektiven gewürdigt.
Rondi, der 1966 beim Neorealismus-Filmfestival den Laceno d’Oro für den besten Film gewann, war ein jüngerer Bruder des Filmkritikers Gian Luigi Rondi.

## Filmografie (Auswahl)
Drehbuchautor
- 1951: Europa 51 (Europa '51)
- 1952: Andere Zeiten (Altri tempi - Zibaldone n. 1)
- 1960: Es war Nacht in Rom (Era notte a Roma)
- 1960: Das süße Leben (La dolce vita)
- 1962: Boccaccio 70 (Boccaccio '70)
- 1963: Achteinhalb (8½)
- 1965: Julia und die Geister (Giulietta degli spiriti)
- 1968: Der Duft deiner Haut (Amanti)
- 1969: Fellinis Satyricon (Fellini – Satyricon)
- 1969: Umarmung (Le sorelle)
- 1979: Orchesterprobe (Prova d’orchestra)
- 1980: Fellinis Stadt der Frauen (La città delle donne)

Regisseur und Drehbuchautor
- 1962: Ein gewalttätiges Leben (Una vita violenta)
- 1963: Der Dämon (Il demonio)
- 1965: Später, Claire, später (Più tardi Claire, più tardi...)
- 1967: Morgen sind wir nicht mehr hier (Domani non siamo più qui)
- 1970: Deine Hände auf meinem Körper (Le tue mani sul mio corpo)
- 1972: Meister der Liebe (Racconti proibiti... di niente vestiti)
- 1972: Valeria, innen und außen (Valeria dentro e fuori)
- 1973: Technik einer Liebe (Tecnica di un amore)
- 1973: Ingrid auf der Straße (Ingrid sulla strada)
- 1974: Frauen im Zuchthaus (Prigione di donne)
- 1976: Die Kuppler (I prosseneti)
- 1976: Schwarzer Samt (Velluto nero)
- 1982: Mutter Teresa: Die Stimme (La voce)

## Auszeichnungen
- 1964: Nastro d’Argento für das beste Drehbuch
- 1966: Laceno d’Oro für den besten Film